# Staurastrum claviferum
Staurastrum claviferum là một loài Song tinh tảo trong họ Desmidiaceae, thuộc chi Staurastrum.